# Tarucus bengalensis
Tarucus bengalensis är en fjärilsart som beskrevs av Bethune-Baker 1917. Tarucus bengalensis ingår i släktet Tarucus och familjen juvelvingar. Inga underarter finns listade i Catalogue of Life.